# Seanad Éireann

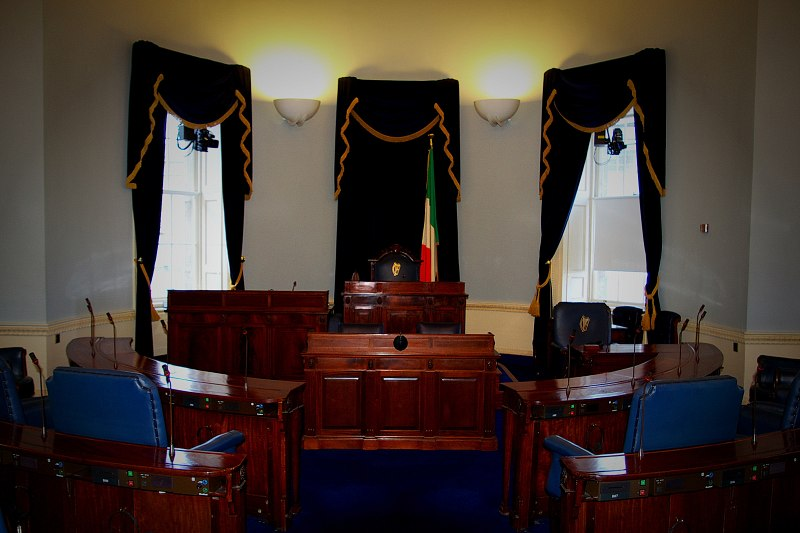
Zasedací místnost Seanad Éireannu

Seanad Éireann (anglicky Senate of Ireland) je horní komora, senát, Oireachtasu (irské legislativy), který také zahrnuje prezidenta Irska a Dáil Éireann (dolní komora). Členové senátu jsou nazýváni senátoři (irsky seanadóirí). Na rozdíl od Dáil Éireann není přímo volen, ale skládá se ze směsice členů, kteří jsou vybráni různými metodami. Pravomoci Seanad Éireannu jsou mnohem slabší než Dáilu, může pouze pozdržet přijetí zákonů, s nimiž nesouhlasí, spíše než aby je úplně vetoval. Od svého vzniku má Seanad Éireann sídlo v Leinster House v Dublinu. Program vytvořený irskou vládou v roce 2011 se snaží zrušit senát jako součást širšího programu ústavní reformy.